# Acción militar del 29 de noviembre de 1811
La acción militar del 29 de noviembre de 1811 fue un enfrentamiento naval menor entre dos escuadrones de fragatas en el mar Adriático, durante la campaña del Adriático de las guerras napoleónicas. La acción fue una de las numerosas operaciones llevadas a cabo por la Marina Real británica y la Marina Nacional francesa en su lucha por lograr el dominio del Adriático entre 1807 y 1814. Durante dicho período, el mar Adriático estuvo rodeado de territorio de Francia o de sus estados clientes, por lo que la interferencia británica era sumamente perjudicial para el movimiento de tropas y suministros franceses.
La acción militar ocurrió ocho meses después de que los británicos consiguieran una victoria decisiva sobre los franceses en Lissa y fue la primera acción de un escuadrón desde dicha batalla. La acción de noviembre de 1811 se debió a que los británicos interceptaron un convoy militar francés que se dirigía de Corfú hacia Trieste llevando cañones. Los franceses fueron derrotados en el combate, y sólo uno de sus barcos pudo eludir la captura por parte de los británicos. Algunos historiadores han conjeturado que esta acción fue una de las causas por las que Napoleón decidió cambiar el objetivo de su plan de expansión hacia el este en 1812, reemplazando a los Balcanes por Rusia.

## Trasfondo histórico
Desde la Guerra de la Tercera Coalición, Francia había conservado a Italia y Nápoles como reinos clientes, controlando las costas occidentales del Adriático. En los cuatro años posteriores, los tratados de Tilsit y Schönbrunn habían entregado a Napoleón el dominio sobre islas y territorios de importancia estratégica para el control de la costa oriental. Gracias a aquellos tratados, los franceses no sólo ocupaban varias islas fortificadas importantes, entre las que se destacaba Corfú, sino que también numerosos astilleros y puertos. Sin embargo, mantener el control sobre el mar Adriático era más complicado que haberlo obtenido, y la amenaza de un ataque por parte de los ejércitos austríacos, rusos u otomanos, así como el terreno montañoso de los Balcanes, obligaron a la formación de guarniciones que pudieran reabastecerse con eficacia únicamente por mar.
La Marina Real británica, que estaba posicionada con superioridad en el mar Mediterráneo desde la batalla de Trafalgar en 1805, buscaba la manera de interrumpir la navegación de los convoyes franceses por el Adriático. Tras la retirada rusa en 1807, la Marina Real británica despachó una pequeña escuadra formada por fragatas para realizar operaciones en las aguas controladas por Napoleón. La escuadra se encontraba al mando del capitán William Hoste, quien capturó la isla iliria de Lissa para emplearla como base y emprender una campaña contra Francia y sus aliados que forzó a la Marina Nacional francesa a desplegar un número mucho mayor de barcos para hacerle frente. Esta serie cada vez mayor de ataques y contraataques se mantuvo hasta marzo de 1811, cuando el comandante francés del Adriático, Bernard Dubourdieu, atacó Lissa con una fuerza que duplicaba a las unidades disponibles de Hoste. Durante la batalla, Hoste no sólo venció en forma aplastante a sus oponentes, sino que capturó dos barcos, hundió un tercero, y mató a Dubourdieu.
Tras la batalla de Lissa, Hoste, malherido, regresó a Gran Bretaña en el HMS Amphion dejando al capitán James Brisbane al frente de la campaña del Adriático. Los conflictos en el teatro de guerra estaban muy dispersos, por lo que Brisbane delegó el mando a varios comandantes de pequeñas escuadras y cruceros independientes. Estas unidades dispersas siguieron imponiéndose sobre los convoyes franceses. El 27 de noviembre de 1811, mientras navegaba en forma independiente, el HMS Eagle incluso consiguió detener un intento por enviar suministros a Corfú y capturó a la fragata Corceyre, que estaba desarmada. Al día siguiente, a las 7:00, se recibió un telegrama en Puerto San Jorge, Lissa, que advertía que otro convoy francés había sido avistado cerca de la isla.

## Persecución
En noviembre de 1811, el comandante británico en Lissa era el capitán Murray Maxwell del HMS Alceste, que también se encontraba al mando de otras dos fragatas y una balandra de guerra. Como respuesta al telegrama recibido, Maxwell ordenó preparar su escuadra para la búsqueda y destrucción del convoy, pero el intento por invadir Lissa durante el marzo pasado había fomentado la toma de precauciones por parte de los defensores británicos, por lo que Maxwell se vio obligado a desembarcar 30 marineros y la mayoría de sus infantes de marina en Puerto San Jorge, así como también a dejar el HMS Acorn con sus 20 cañones para proteger el puerto. Esto demoró el viaje de la escuadra, además de debilitarla, y las unidades de Maxwell no partieron desde Puerto San Jorge sino hasta las 19:00. Los británicos suponían que el convoy incluía al Danaé, el Flore y el Corona, sobrevivientes de la batalla de Lissa que ahora navegaban de Trieste a Corfú para llevar suministros a la isla.
Poco después de pasar por el extremo meridional de Lissa, la escuadra británica se encontró 
con un barco mercante neutral que transportaba al teniente John McDougal, extripulante del 
HMS Unite, a Malta. McDougal había visto los barcos franceses y 
los identificó como un convoy que se dirigía hacia el norte de Corfú, en vez de hacia el 
sur, por lo que había ordenado al barco mercante que regresase a Lissa para llevar la 
noticia. El convoy francés se encontraba bajo el mando del comodoro 
François-Gilles Monfort y estaba compuesto por tres navíos: dos fragatas de gran tamaño, 
el Pomone y el [[Fragata francesa Pauline 
(1807)|Pauline]], y otra más pequeña, el Persanne. 
El grupo había partido desde Corfú el 16 de noviembre llevando una carga de [[cañón 
(artillería)|cañones]] a Trieste.

### Escuadrones
| Escuadra del capitán Maxwell                         | Escuadra del capitán Maxwell | Escuadra del capitán Maxwell | Escuadra del capitán Maxwell | Escuadra del capitán Maxwell     | Escuadra del capitán Maxwell | Escuadra del capitán Maxwell | Escuadra del capitán Maxwell | Escuadra del capitán Maxwell                          | Escuadra del capitán Maxwell | Escuadra del capitán Maxwell |
| Barco                                                | Clase                        | Cañones                      | Marina                       | Comandante                       | Bajas                        | Bajas                        | Bajas                        | Notas                                                 |                              |                              |
| Barco                                                | Clase                        | Cañones                      | Marina                       | Comandante                       | Muertos                      | Heridos                      | Total                        | Notas                                                 |                              |                              |
| ---------------------------------------------------- | ---------------------------- | ---------------------------- | ---------------------------- | -------------------------------- | ---------------------------- | ---------------------------- | ---------------------------- | ----------------------------------------------------- | ---------------------------- | ---------------------------- |
| HMS Alceste                                          | Quinta clase                 | 38                           |                              | Capitán Murray Maxwell           | 7                            | 13                           | 20                           |                                                       |                              |                              |
| HMS Active                                           | Quinta clase                 | 38                           |                              | Capitán James Alexander Gordon   | 9                            | 26                           | 35                           |                                                       |                              |                              |
| HMS Unite                                            | Quinta clase                 | 36                           |                              | Capitán Edwin Henry Chamberlayne | 2                            | 4                            | 6                            |                                                       |                              |                              |
| HMS Kingfisher                                       | Balandra de guerra           | 18                           |                              | Capitán Ewell Tritton            | 0                            | 0                            | 0                            | Embarcación independiente; no participó de la acción. |                              |                              |
| Bajas: 18 muertos y 43 heridos, para un total de 61. |                              |                              |                              |                                  |                              |                              |                              |                                                       |                              |                              |

| Escuadra del comodoro Monfort                | Escuadra del comodoro Monfort | Escuadra del comodoro Monfort | Escuadra del comodoro Monfort | Escuadra del comodoro Monfort               | Escuadra del comodoro Monfort | Escuadra del comodoro Monfort | Escuadra del comodoro Monfort | Escuadra del comodoro Monfort                         | Escuadra del comodoro Monfort | Escuadra del comodoro Monfort |
| Barco                                        | Clase                         | Cañones                       | Marina                        | Comandante                                  | Bajas                         | Bajas                         | Bajas                         | Notas                                                 |                               |                               |
| Barco                                        | Clase                         | Cañones                       | Marina                        | Comandante                                  | Muertos                       | Heridos                       | Total                         | Notas                                                 |                               |                               |
| División Windward                            | División Windward             | División Windward             | División Windward             | División Windward                           | División Windward             | División Windward             | División Windward             | División Windward                                     | División Windward             | División Windward             |
| -------------------------------------------- | ----------------------------- | ----------------------------- | ----------------------------- | ------------------------------------------- | ----------------------------- | ----------------------------- | ----------------------------- | ----------------------------------------------------- | ----------------------------- | ----------------------------- |
| Pauline                                      | Quinta clase                  | 40                            |                               | Comodoro François-Gilles Monfort            | -                             | -                             | Desconocido                   |                                                       |                               |                               |
| Pomone                                       | Quinta clase                  | 40                            |                               | Capitán Claude-Charles-Marie Ducamp-Rosamel | -                             | -                             | ~50                           | Capturado y llevado a Gran Bretaña; luego desguazado. |                               |                               |
| Persanne                                     | Sexta clase                   | 26                            |                               | Capitán Joseph-André Satie                  | 0                             | 0                             | 0                             | Capturado y vendido al bey de Túnez.                  |                               |                               |
| Bajas: al menos 50 entre muertos y heridos.  |                               |                               |                               |                                             |                               |                               |                               |                                                       |                               |                               |
| Fuentes: Gardiner, pág. 178; James, pág. 378 |                               |                               |                               |                                             |                               |                               |                               |                                                       |                               |                               |

Leyenda
- Los barcos están ordenados según la formación que asumieron para la batalla.

## La batalla
Tras echar amarras cerca de la isla de Augusta, el capitán Gordon del Active avistó a los barcos franceses a las 9:20 del 29 de noviembre en dirección noroeste. En un principio, los franceses conservaron su curso, pero, al establecer que la escuadra que se aproximaba era británica, Monfort desplegó todas las velas para huir. Para las 11:00 ya era evidente que el Persanne no podía mantener el paso de las dos fragatas más grandes, por lo que giró hacia el noreste con la esperanza de escapar por su cuenta. El Active comenzó a perseguir al barco más pequeño, pero Maxwell lo hizo regresar y envió al Unite tras el Persanne, mientras que el Active y Alceste seguían dando caza a los otros dos barcos. A las 11:50 ya era claro que el Alceste pronto alcanzaría a los sobrecargados navíos franceses, y Maxwell envió una señal a Gordon: un telegrama con las palabras «Recuerde la batalla de Lissa», la acción ocurrida ocho meses antes en la que Hoste había enviado el mensaje «Recuerden a Nelson».
El Persanne realizó los primeros disparos a las 12:30, cerca de la isla de Pelagosa; sin embargo, la acción principal no comenzó sino una hora más tarde, cuando el Alceste y el Pomone intercambiaron disparos desde sus cañones de proa y popa. Para las 13:40, el Alceste disparaba de costado al Pomone y, al mismo tiempo, avanzaba a toda vela con la intención de alcanzar al Pauline. No obstante, dicho intento se vio truncado cuando una bala de cañón del Pomone derribó el mástil principal del Alceste, disminuyendo repentinamente su marcha y permitiendo que el Pauline pusiera un poco de distancia entre ambos. A las 14:00, el Active había llegado al centro de la acción y también habría fuego sobre el Pomone, lo que obligó a que Monfort hiciera regresar al Pauline para proteger a su colega superado en número. Para las 14:20 el combate entre el Active y el Pomone y entre el Alceste y el Pauline se habían convertido en duelos separados, donde el Pomone llevaba principalmente las de perder —aunque el Active también estaba sufriendo grandes daños—, y la bala de 32 libras de una carronada le arrancó una pierna al capitán Gordon en el clímax de la batalla.
A las 15:05, apareció otro navío británico en el horizonte, la balandra HMS Kingfisher, lo que convenció a Monfort de que ya no podía seguir protegiendo al maltrecho Pomone contra un número tan superior. El Pauline se lanzó a toda vela hacia el oeste, alejándose de sus oponentes, que se encontraban demasiado estropeados o lejos para perseguirlo. En consecuencia, el Alceste y el Active concentraron sus cañones sobre el Pomone, que al poco tiempo perdió ambos mástiles y tuvo que rendirse para evitar su total destrucción. El Pauline consiguió escapar y llegó a puerto seguro en Ancona, pese a haber sufrido grandes daños durante el enfrentamiento.

### Unitevs.Persanne
El enfrentamiento secundario de la batalla inicialmente se llevó a cabo bajo la mirada de los demás combatientes, con el Persanne abriendo fuego sobre el Unite a las 12:30. El menor tamaño de ambos navíos los hacía más rápidos y maniobrables que los otros y, como resultado, el Unite no alcanzó al barco francés sino hasta las 16:00 Durante la persecución, los barcos habían intercambiado disparos a larga distancia desde sus cañones en proa y popa, lo que produjo la muerte de seis hombres del Unite y ninguno en el Persanne. Viéndolo desde fuera, el Persanne parecía una fragata de cuarta clase, similar al Unite, pero en realidad el barco francés contaba con poco armamento (sólo llevaba 26 cañones pequeños, mientras que el navío británico poseía 36). En consecuencia, cuando quedó claro que su barco no podría escapar al Unite, el capitán Satie se rindió para no ser destruido por el barco más poderoso, luego de realizar la descarga simbólica de sus cañones laterales.

## Consecuencias
Las bajas sufridas durante esta acción fueron relativamente grandes para ambos bandos. Los barcos británicos, con sus tripulaciones reducidas, acabaron con 61 hombres muertos o heridos, mientras que los franceses perdieron a más de 50 sólo en el Pomone. El Persanne no tuvo bajas y se desconocen las pérdidas que sufriera el Pauline, aunque se cree que habrían sido cuantiosas debido a su condición maltrecha. Los franceses además perdieron la carga a bordo del Persanne y el Pomone: 201 cañones de bronce y hierro, 220 ruedas de hierro para carros de artillería, y una gran cantidad de otros suministros militares.
Los oficiales subalternos del Alceste y el Active obtuvieron una promoción de grado, y ambas tripulaciones recibieron elogios y una recompensa monetaria por su servicio durante la operación. La tripulación del Unite no recibió recompensa de este calibre, probablemente debido a que el Persanne era mucho más pequeño y con menos armamento que su oponente. La suma entregada como premio ascendió a £3500, no tanto como lo que se esperaba en un principio, ya que ninguno de los navíos capturados eran de suficiente calidad para ameritar su entrada al servicio de la Marina Real británica. El Pomone había sido construido a toda prisa en 1803 para operar como el barco de guerra personal de Jerónimo Bonaparte y, como resultado, su estructura era débil; mientras que el Persanne había sido diseñado como barco de transporte armado y no como barco de guerra propiamente dicho. A la larga, el Pomone fue transferido a Gran Bretaña, se lo rebautizó HMS Ambuscade, y al poco tiempo fue desguazado para utilizar sus piezas, en tanto que el Persanne fue vendido al Bey de Túnez.
En Francia, esta acción militar tuvo consecuencias mucho más importantes. La pérdida de dos barcos y más de 200 cañones fue un tremendo golpe para el ejército francés en los Balcanes. Napoleón mismo se interesó en el enfrentamiento, y el historiador británico James Henderson sugiere que estos hechos convencieron al emperador de su incapacidad de controlar el mar Adriático, la cual era vital para lanzar sus operaciones en los Balcanes. Es posible que esta batalla haya sido una de las causas por las que Napoleón decidió abandonar sus planes de invadir el Imperio otomano y, en su lugar, volver su atención hacia Rusia. Dentro de la Marina Nacional francesa, la huida del Pauline fue juzgada un acto de cobardía, y el capitán Monfort fue enviado a una corte marcial y destituido del mando. En 1817, cuando Murray Maxwell visitó Santa Helena mientras regresaba de las Indias Orientales, donde el HMS Alceste había encallado, Napoleón lo saludó diciendo: «Su gobierno no debería culparlo por la pérdida del Alceste, ya que fue usted quien se apoderó de una de mis fragatas».
Las consecuencias sobre la situación en el Adriático fueron menores, y la acción militar únicamente confirmó el dominio ya superior de los británicos en la región. La Marina Nacional francesa continuaría buscando refuerzos para sus escuadras, enfocándose en la construcción de varios barcos nuevos en puertos de Italia, aunque los navíos no estarían listos sino hasta 1812. Como resultado, esta fue la última acción militar importante de 1811 en el mar Adriático.